# Israël aux Jeux olympiques de la jeunesse d'hiver de 2016
Israël participe aux Jeux olympiques de la jeunesse d'hiver de 2016 à Lillehammer en Norvège du 12 au 21 février 2016. Deux athlètes représentent le pays pour cette édition.

## Résultats

### Ski alpin
| Athlète      | Épreuve      | Finale          | Finale          | Finale          | Finale          |
| Athlète      | Épreuve      | Manche 1        | Manche 2        | Total           | Rang            |
| ------------ | ------------ | --------------- | --------------- | --------------- | --------------- |
| Itamar Biran | Slalom       | 55 s 15         | N'a pas terminé | N'a pas terminé | N'a pas terminé |
| Itamar Biran | Slalom géant | N'a pas terminé | N'a pas terminé | N'a pas terminé | N'a pas terminé |
| Itamar Biran | Super-G      |                 |                 | 1 min 15 s 58   | 38              |
| Itamar Biran | Combiné      | 1 min 15 s 23   | 43 s 87         | 1 min 59 s 10   | 23              |

### Patinage artistique
| Athlète          | PC     | PC   | PL     | PL   | Total  | Total |
| Athlète          | Points | Rang | Points | Rang | Points | Rang  |
| ---------------- | ------ | ---- | ------ | ---- | ------ | ----- |
| Mark Gorodnitsky | 44.48  | 12   | 91.30  | 12   | 135.78 | 13    |